# Stipa obtusa
Stipa obtusa är en gräsart som först beskrevs av Christian Gottfried Daniel Nees von Esenbeck och Franz Julius Ferdinand Meyen, och fick sitt nu gällande namn av Albert Spear Hitchcock. Stipa obtusa ingår i släktet fjädergrässläktet, och familjen gräs. Inga underarter finns listade i Catalogue of Life.